# Río Santa María (Argentine)
Pour les articles homonymes, voir Río Santa María.
Le río Santa María, également appelé río Yocavil, est un cours d'eau du nord-ouest de l'Argentine. Sa vallée est, avec celle du río Calchaquí, l'une des principales vallées appelées Vallées Calchaquíes.

## Description du cours
Le río Santa María nait à l'ouest de la sierra de Quilmes, appelée également sierra del Cajón, à près de 4 500 m. d'altitude, dans la province de Catamarca, sous le nom de río Colorado, et se dirige vers le sud durant près de cent kilomètres. Il effectue alors une large courbe qui va changer son orientation de 180° et se dirige dès lors vers le nord. Le río prend alors le nom de río Santa María. Il remonte vers le nord entre la sierra de Quilmes à l'ouest et celle d'Aconquija suivie des Cumbres Calchaquíes, à l'est. Il parcourt ainsi 45 km en territoire de Catamarca, arrosant au passage la ville de Santa María, jusqu'à la frontière avec la province de Tucumán. Plus au nord, en province de Salta, il conflue avec le río Calchaquí non loin de l'important centre touristique de Cafayate, et forme avec lui le río de Las Conchas - Guachipas, qui va donner naissance au río Juramento ou río Salado del Norte qui, beaucoup plus loin, déverse ses eaux dans le río Paraná.
La superficie totale de son bassin versant est de 9 632 km2.

## Alimentation
Le río Santa María collecte les eaux qui coulent depuis les montagnes enserrant les deux côtés de la vallée. De sud au nord on trouve les affluents suivants du côté est : quebrada del Carmen, quebrada del Molle, quebrada de los Chañares (quebrada en espagnol veut dire « fracture », « ravin »), tous de régime temporaire estival, qui affluent entre les localités de Fuerte Quemado et de Quilmes. Au nord, sur la rive orientale toujours, affluent les cours d'eau qui forment la quebrada de Quilmes. Tous sont temporaires.
Plus au nord par contre, avec de courts parcours et des pentes prononcées on trouve la quebrada de las Cañas, la quebrada de Talampaz, le río El Pichao, le río Managua et le río Anchillo. Ces cours d'eau possèdent des eaux abondantes et sont utilisés partiellement pour l'irrigation. Aux abords de la province de Salta, s'ajoutent les cours des quebrada Quisca Grande et Quisca Chica.
Il faut aussi citer trois affluents de rive droite : le río Ampajango, le río Yasyamayo et le río Julipao. Le premier provient du Nevado del Aconquija sommet enneigé de la sierra de même nom. Les deux suivants descendent du versant occidental de la chaîne des Cumbres Calchaquíes (« sommets Calchaquís ») bien arrosés. Tous trois sont dès lors abondants. Enfin le río Chuscha venu du rebord nord-est bien exposé de la sierra de Quilmes conflue en rive gauche peu avant le confluent avec le río Calchaquí, après avoir arrosé la région de Cafayate.

## Hydrologie
Le río Santa María est de régime permanent, avec un débit maximal pendant les mois d'été. Au nord du pont de Quilmes, il s'infiltre presque totalement, alimentant puissamment les réservoirs souterrains. 
Les débits moyens observés sur une période de deux ans ont été de 4,6 m3/s, dans le secteur d'El Angosto (en province de Catamarca, à 23 km en aval de Famabalasto), et ce pour un bassin versant d'une superficie de 560 km2 seulement (sur 9 632). Plus loin, à Pie de Médano, peu avant sa sortie de la province de Catamarca, on n'observe plus qu'un débit de 2,5 m3/s, en raison des infiltrations souterraines massives.

### Hydrométrie - les débits mensuels à Pie de Médano
Les débits de la rivière ont été observés sur une période de 14 ans (1970-1983) à la station hydrométrique de Pie de Médano située dans la province de Catamarca, au niveau du coude à 180° vers le nord, que la rivière effectue à mi-parcours (au niveau donc de l'extrémité sud de son trajet), et ce pour une superficie prise en compte de 4 435 km2. 
À Pie de Médano, le débit annuel moyen ou module observé sur cette période était de 2,46 m3/s.
La lame d'eau écoulée cette partie du bassin versant de la rivière - de loin la plus importante du point de vue de l'écoulement - atteint 17,5 millimètres par an.

## Irrigation
Si les sommets sont bien arrosés, il n'en est pas de même du fond de la vallée. Aussi, les eaux du río Santa María sont-elles utilisées pour l'irrigation et l'usage domestique. Il existe dans la région des bassins de captation d'eaux superficielles (dans le cône alluvial de Colalao del Valle) qui se connectent au réseau de distribution domiciliaire. 
Il existe en plus des canaux distributeurs d'eau pour l'irrigation, dont le système Los Zazos - Amaicha. En période estivale, l'eau du río Santa María est utilisée pour l'irrigation au moyen de canaux qui approvisionnent directement les cultures.